# Orciano Pisano
Orciano Pisano ist eine Gemeinde der Provinz Pisa in der Region Toskana in Italien mit 639 Einwohnern (Stand 31. Dezember 2023). 

## Geographie

Lage von Orciano Pisano in der Provinz Pisa

Der Ort liegt ca. 30 km südlich der Provinzhauptstadt Pisa, ca. 65 km südwestlich der Regionalhauptstadt Florenz und ca. 12 km vom Thyrrenischen Meer entfernt in einer Hügellandschaft (Colline Pisane) aus Tuffstein auf 122 m. ü. NN., zwischen den Tälern der Flüsse Fine und Tora, die aber beide das Gemeindegebiet nicht berühren. Das Gebiet der Gemeinde ist kaum bewaldet und wird für intensiven Getreideanbau genutzt. Der Ort liegt in der klimatischen Einordnung italienischer Gemeinden in der Zone D, 1 743 GR/G. Die Kirchen des Ortes liegen im Erzbistum Pisa.
Die Gemeinde grenzt im Norden an Fauglia und Crespina Lorenzana, im Osten an Santa Luce, im Süden an Rosignano Marittimo (LI) und im Westen an Collesalvetti (LI).

## Geschichte
Der Ort wird in Chroniken seit dem 8. Jahrhundert als eine Burg unter dem Namen Urcianum oder Ursianum erwähnt. In einer Pisanischen Karte aus dem Jahre 765 wird er Ursiano genannt. Wahrscheinlich geht der Name auf eine langobardische Familie zurück. 904 wird Orciano in einem Pachtvertrag als loco et finibus Porto Pisano ubi dicitur Ursianum erwähnt. Der aktuelle Name erscheint zuerst in einer an Pisa ausgestellten Urkunde des Kaisers Heinrich II. aus dem Jahre 1017.
Im Hochmittelalter befand sich der Ort ab 1313 unter der direkten Herrschaft Pisas. 1406 kam er unter den Einfluss von Florenz. 
1630 wurde Orciano von Ferdinando II. als Lehen an die Adelsfamilie Degli Obizzi übertragen, die den Titel Marchese di Orciano führten. 1783 kam dieses Marchesato Orciano mit der Abschaffung des Feudalsystems wieder direkt an das Großherzogtum Toskana zurück und wurde eigenständige Gemeinde.
Am 14. August 1846 wurde Orciano, wie auch einige Nachbargemeinden, durch ein starkes Erdbeben erschüttert; von den 113 Häusern des Ortes wurden 99 zerstört. Von den 761 Einwohnern starben 19 Personen und 170 wurden verletzt. 
1862 erhielt Orciano den Beinamen Pisano in Abgrenzung zu Orciano di Pesaro (Umbrien). Von 1927 bis 1957 bildete Orciano eine Gemeinde mit Santa Luce unter dem Namen Santa Luce Orciano, dann wurde der Ort wieder selbständig.

## Sehenswürdigkeiten

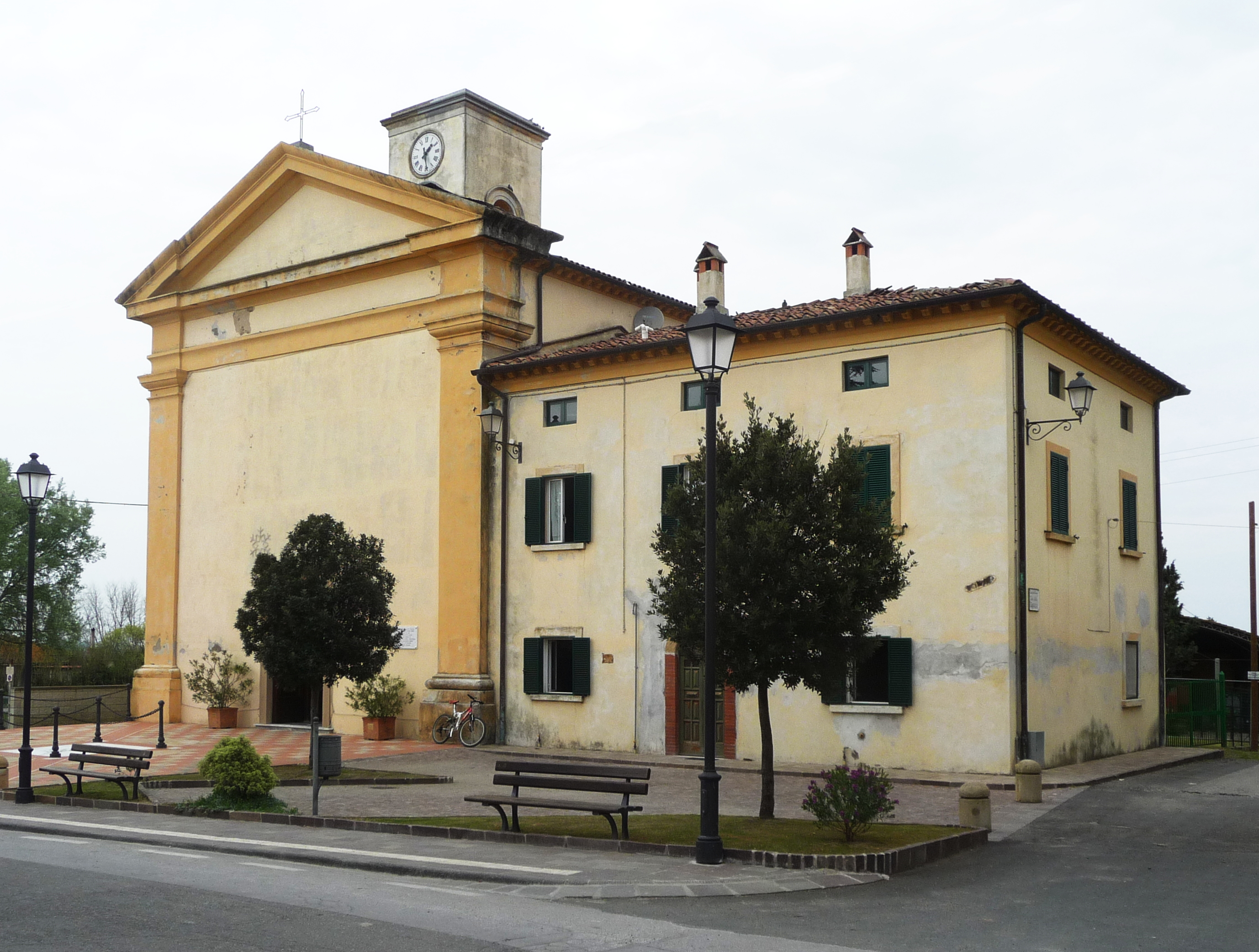
Die Kirche San Michele

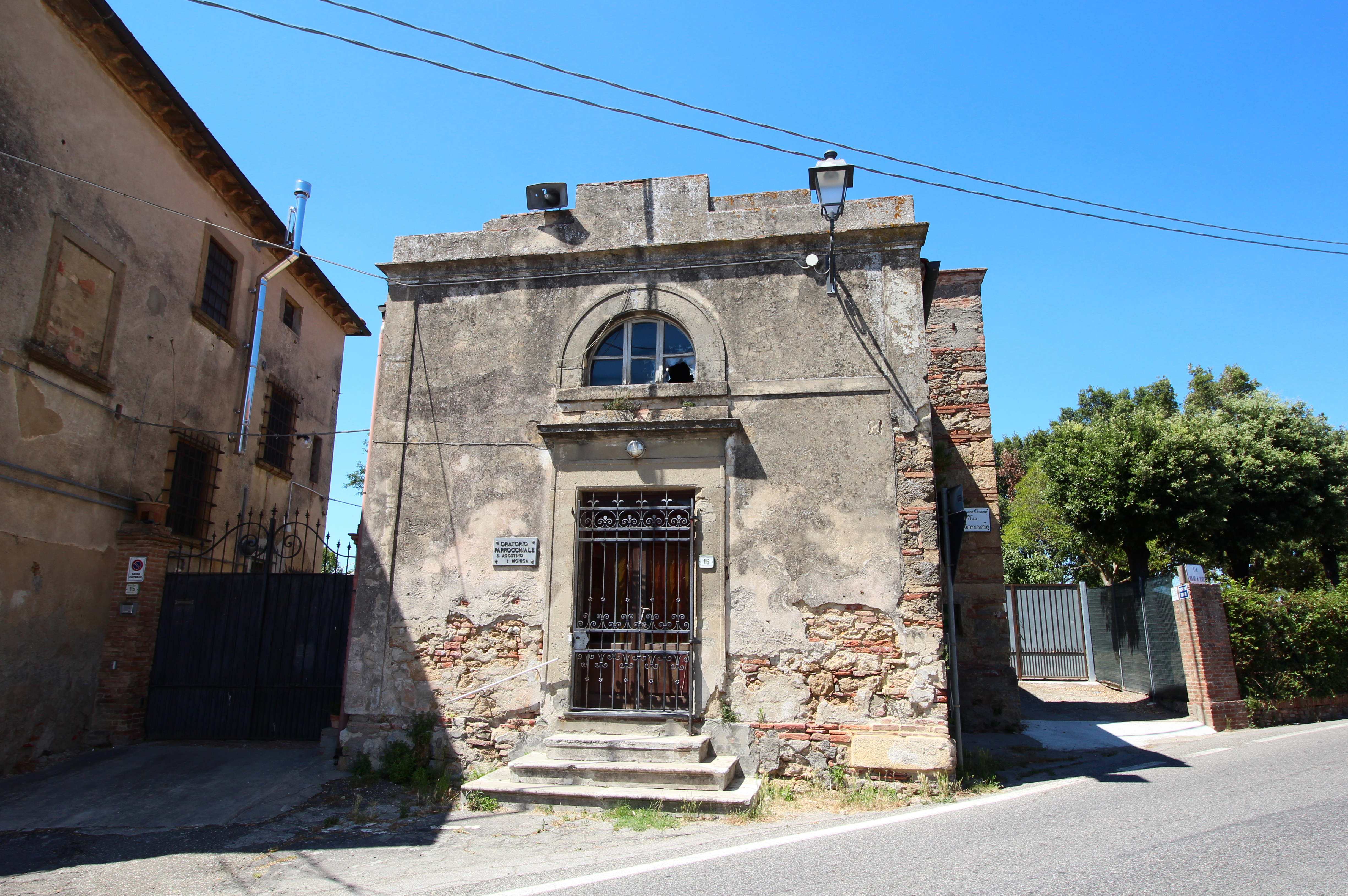
Santi Agostino e Monica

- Chiesa San Michele – Die dem Heiligen Michael geweihte Kirche in klassizistischem Stil wurde auf Geheiß des Großherzogs Leopold II. errichtet, um die alte Kirche zu ersetzen, die 1834 als baufällig deklariert wurde. Der Grundstein wurde 1837 gelegt, aber kurz vor Vollendung des Baus wurde dieser 1846 durch das Erdbeben beschädigt. Die Kirche wurde 1847 geweiht.
- Oratorio SS Agostino e Monica – Diese kleine Kirche am Dorfplatz wurde 1624 zum ersten Mal erwähnt. Heute dient sie als Gemeindehaus und Veranstaltungsraum.
- Pieve vecchia di Scotriano (San Giovanni Battista a Scotriano), ehemalige Pieve des Ortes.[4]

## Regelmäßige Veranstaltungen
- Fiera Paesana – Dorffest, zweiter Montag im August
- Festa di San Michele – Fest des Patrons am 29. September